# Обушок (инструмент)

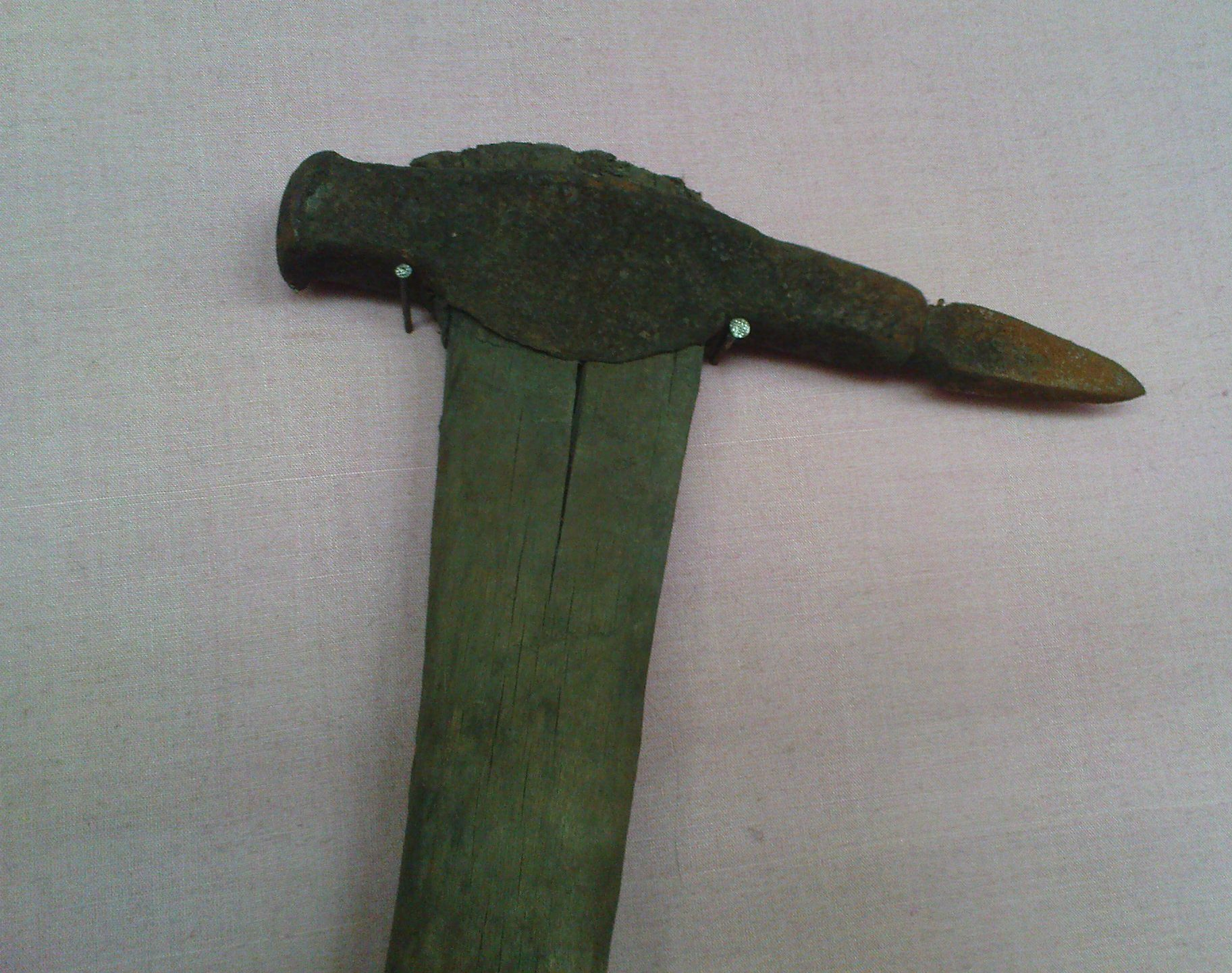
Обушок

Обушок на гербе города Копейска

Обушо́к — шахтёрский инструмент для откалывания мягких и ломких горных пород. Представляет собой кайло, половина которого имеет форму молотка. До механизации был основным инструментом шахтёров. В настоящее время применяется в быту и как вспомогательный инструмент в горной промышленности и строительстве.